# Madsen m/50
Madsen m/50 — датский пистолет-пулемёт, разработанный фирмой «Даньск индустри синдикат». Выпускался в нескольких модификациях.

## Система
При его разработке были использованы технологии британского пистолета-пулемёта «Уолл» и советского ППШ.
ПП Madsen серий m/49, m/50 и m/53 являются автоматическим оружием со свободным затвором. Режим огня — только автоматический. Все детали первых образцов были сделаны методом штамповки. «Мадсен» имел квадратную ствольную коробку, из двух половинок, которые совмещались между собой ствольной гайкой.
Мадсен быстро завоевал популярность на рынках Азии и Латинской Америки.

## Варианты и модификации
- INA Model 953 - вариант под патрон .45 ACP, который производился по лицензии в Бразилии

## Страны-эксплуатанты
- Сальвадор: некоторое количество m/50 было закуплено для полиции[1], в ходе гражданской войны трофейные пистолеты-пулемёты использовались ФНОФМ[2]